# Дюнан, Анри
Жан Анри́ Дюна́н (фр. Jean Henri Dunant; 8 мая 1828 — 30 октября 1910) — швейцарский предприниматель и общественный деятель. Племянник физика Жана-Даниэля Колладона. Фактический инициатор создания ныне международной гуманитарной организации Международного комитета Красного Креста. В 1901 году совместно с Фредериком Пасси стал первым лауреатом Нобелевской премии мира.

## Биография

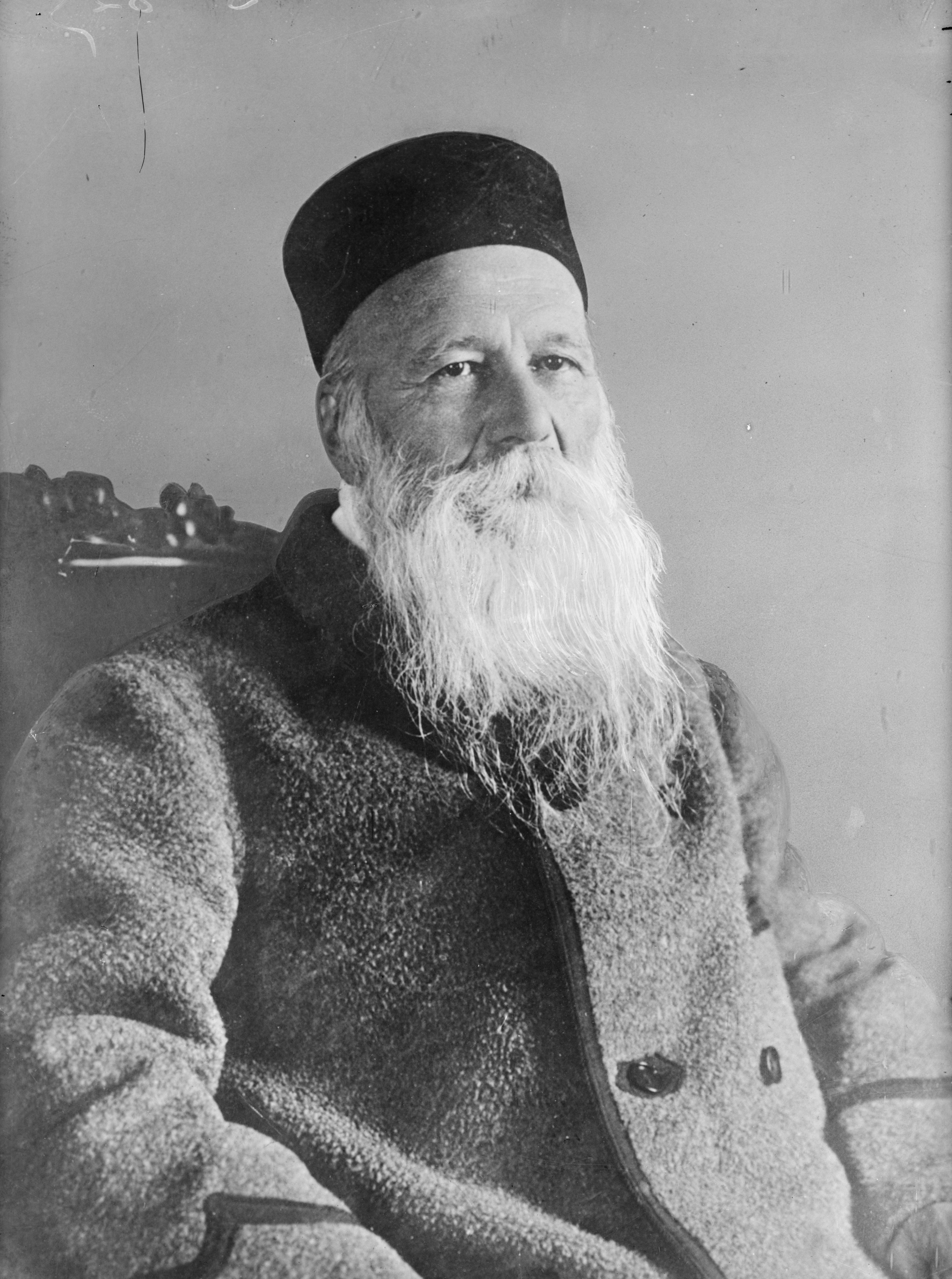
Дюнан в 1901 году

Анри Дюнан родился 8 мая 1828 года в городе Женеве.
В 1859 году стал свидетелем последствий битвы при Сольферино — когда девять тысяч человек, больных и раненых, остались умирать на поле боя. Потрясенный увиденным, Дюнан пишет книгу «Воспоминания о битве при Сольферино» и пробует создать Общество помощи раненым. Благодаря его усилиям был основан Международный комитет Красного Креста и в 1864 году принята первая Женевская конвенция об улучшении участи раненых в сухопутной войне. В 1901 году совместно с французом Фредериком Пасси стал первым лауреатом Нобелевской премии мира.
День рождения Анри Дюнана — 8 мая — отмечается как Международный день Красного Креста и Красного Полумесяца.
Историк масонства Р. Денслоу считает Дюнана масоном.
Скончался Жан Анри Дюнан в городе Хайдене (кантон Аппенцелль-Аусерроден, Швейцария) 30 октября 1910 года.
В 2006 году о нём был снят телевизионный художественный фильм «Henry Dunant: Du rouge sur la croix».

## Фильмы

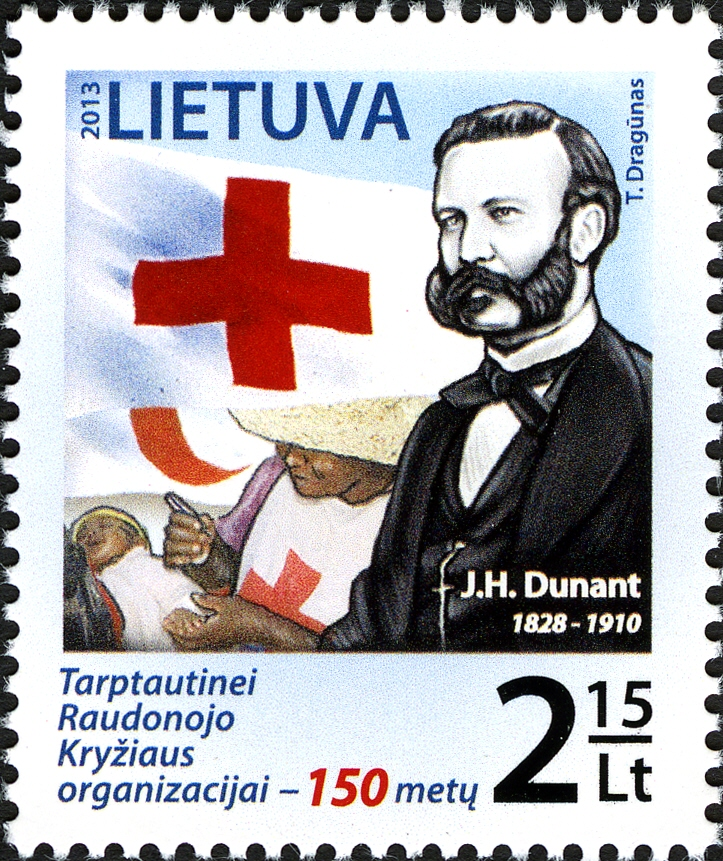
Жан Анри Дюнан на почтовой марке Литвы, приуроченной к 150-летию со дня основания Международной организации Красного Креста (2013)

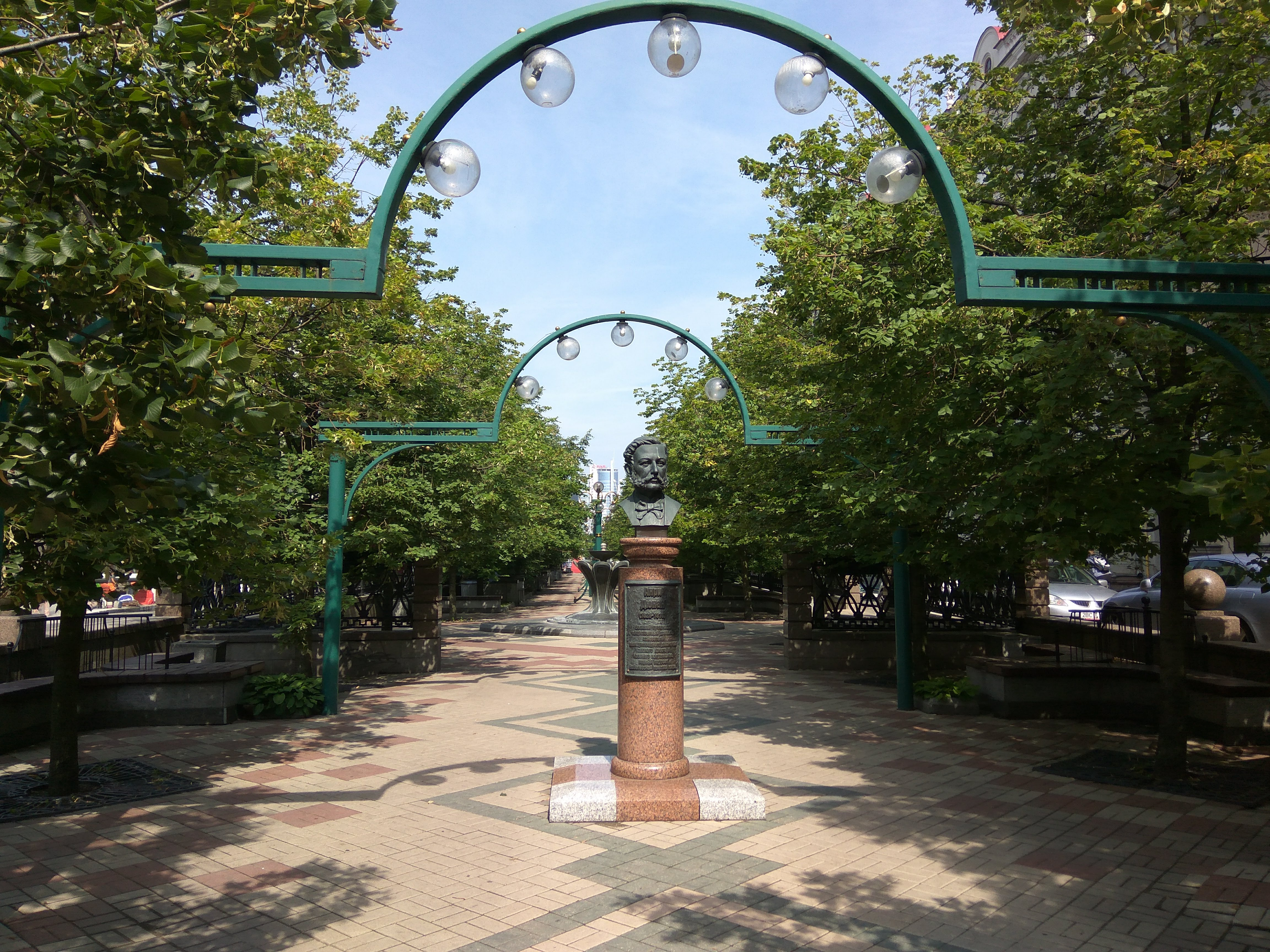
Памятник-бюст в Минске

- Художественный фильм «От человека к людям» 1948 год, Швейцария, Франция. Режиссёр — Кристиан Жак, в роли Анри Дюнана — Жан-Луи Барро.
- Анри Дюнан: Красный крест / Henry Dunant: Du rouge sur la croix (2006) — реж. Доминик Отнен-Жерар

## Память
- Памятник-бюст в Минске (2010). Бульвар на пересечении улиц Ленина и Карла Маркса.